# مازوكا
مازوكا كان زعيماً للبربر في منتصف القرن الرابع ، وابن الملك نوبل ، والأخ غير الشقيق لزماك ، وشقيق غيلدون ، ماسيزيل ، سياريا ، ديوس ، والثائر فرموس (حكم 372-375م) الذي حاول الانفصال بحكمه عن فالنتينيان الأول (حكم 364-375). مع اندلاع تمرد فرموس في عام 372م ، دعمه مازوكا ، لكنه أصيب بجروح قاتلة خلال اشتباك مع الرومان وتم أسره في نهاية المطاف. تم إرساله إلى معسكر القائد الروماني ثيودوسيوس الأكبر ثم قطع رأسه ، وعرض رأسه على سكان قيصرية.

## مواضيع مرتبطة
- الأمبراطورية الرومانية
- أمازيغ
- فرموس